# Tamengos
Tamengos ist ein Ort und eine ehemals eigenständige Gemeinde im portugiesischen Kreis (Concelho) von Anadia. Die Gemeinde hatte 1601 Einwohner (Stand 30. Juni 2011). Im Gebiet der ehemaligen Gemeinde liegt der bekannte Kurort Curia.

## Geschichte
1064 wurde erstmals die Kirche und Gemeinde von Tamengos offiziell erwähnt. 1140 gab Portugals erster König, D.Afonso Henriques, das Gebiet an die Kirche (Sé) von Coimbra. Es wurde von Anadia aus verwaltet, zu dessen Kreis es stets gehörte.
Seit Ende des 19. Jahrhunderts erlebte die Gemeinde einigen Aufschwung, dank ihres neu entstandenen Kurortes Curia.
1991 verkleinerte sich das Gemeindegebiet durch die Ausgliederung der Gemeinde Aguim.
Mit der Gebietsreform in Portugal 2013 wurden die Gemeinden Tamengos, Óis do Bairro und Aguim zur neuen Gemeinde União das Freguesias de Tamengos, Aguim e Óis do Bairro zusammengefasst. Tamengos ist Sitz dieser neu gebildeten Gemeinde.

## Verwaltung
Tamengos war Sitz einer gleichnamigen Gemeinde (Freguesia) im Kreis (Concelho) von Anadia. Sie hatte eine Fläche von 8,16 km² und 1.602 Einwohner (Stand: 30. Juni 2011)
Die Gemeinde bestand aus folgenden Ortschaften:
- Curia
- Horta
- Mata da Curia
- Tamengos/Espinhal

Im Zuge der kommunalen Neuordnung am 29. September 2013 wurde die eigenständige Gemeinde Tamengos im Zuge der administrativen Neuordnung in Portugal aufgelöst. Seither ist sie Sitz der neuen Gemeinde União das Freguesias de Tamengos, Aguim e Óis do Bairro.